# Agrotis catenifera
Agrotis catenifera är en fjärilsart som beskrevs av Walker 1869. Agrotis catenifera ingår i släktet Agrotis och familjen nattflyn. Inga underarter finns listade i Catalogue of Life.